# Harald Schumacher
Harald Anton Schumacher, även kallad Toni Schumacher, född 6 mars 1954 i Düren, är en tysk fotbollsmålvakt.
Harald Schumacher var omstridd målvakt i det västtyska landslaget under 1980-talet. Han gjorde bland annat en utrusning i VM-semifinalen 1982 mot Frankrike som gjorde att den franske spelaren Patrick Battiston fick bäras ut på bår. Han var med och vann EM-guld 1980 och VM-silver 1982 och 1986. Han slutade i landslaget efter att ha skrivit en skandalbok om tysk fotboll. Efter den aktiva karriären har Schumacher arbetat som målvaktstränare.

## Meriter
- 76 A-landskamper för Västtysklands fotbollslandslag
- Tysk mästare 1978
- Tysk cupmästare 1978, 1983

- VM i fotboll: 1982, 1986
  - VM-silver 1982, 1986
- EM i fotboll: 1980, 1984
  - EM-guld 1980